# Vesta
Vesta este o veche divinitate romană, considerată drept protectoare a focului din cămin și a căminului în general. Ea era prima fiică a lui Saturn. Corespondenta ei în mitologia greacă era zeița Hestia. 

## Descriere

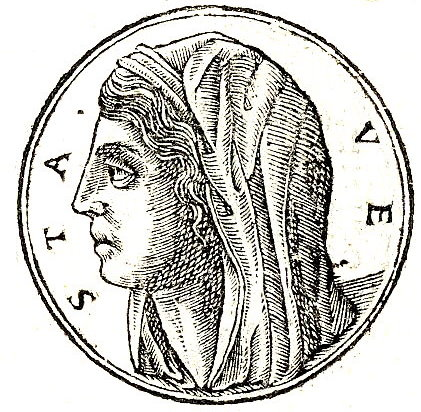
Imagine a zeiței Vesta din Promptuarii Iconum Insigniorum

Vesta este adesea identificată cu Hestia din mitologia greacă. Prezența Vestei era simbolizată prin focul sacru care ardea în templele sale. Focul zeiței Vesta era păzit în temple de preotesele ei, vestalele. Acest foc sacru era înnoit în fiecare an la fiecare 1 martie și a ars încontinuu în Roma antică până la 1 martie 391 d.Hr., când împăratul Teodosiu I a interzis slujbele păgâne în public. Vesta era considerată protectoare a poporului roman.
Vestalele proveneau din familii romane nobile de patricieni și erau obligate să-și păstreze virginitatea timp de 30 de ani, fără dreptul de a se căsători sau de a da naștere unor copii.